# Simó II de Kartli
Simó II (Semayun Khan), va néixer i va ser educat a Esfahan i estava casat amb una dama persa filla d'un general. Era l'únic fill de Bagrat VII de Kartli.
El 1619 el shah Abbas I el va nomenar valí de Kartli amb el títol de Semayun Khan, al morir el seu pare. No era popular a Geòrgia perquè era musulmà i només dominava Somkhètia i Sabaratiano, i la capital Tblisi.
Davant la rebel·lió permanent del senyors georgians, el 1625 el Shah Abbas envia a Geòrgia un exèrcit de seixanta mil homes dirigit per Kartchika Khan i amb Jordi Saakadze (conegut com el gran muravi) com a conseller (però com que el Shah no se'n fiava va haver de deixar com a ostatge al seu fill Paata Saakadze). El 25 de març del 1625 els senyors feudals georgians (avisats per Jordi) van atacar aquest exèrcit de sobte a Martkhopie i al mateix temps Jordi, el seu fill Avthandil i tres cavallers més assassinaren a Kartchika, provocant la derrota persa. Després d'aquesta victòria totes les guarnicions perses a Kartli i Kakhètia van ser expulsades i els georgians encara van arribar a Gandja, Karabagh (Siunia) i Akhaltsikhé. L'ostatge Paata va ser assassinat.
Abbas va reunir un nou exèrcit i el va enviar a Geòrgia sota el comandament del seu gendre Kortxibach Isa Khan. La batalla es va donar a Marabda i els georgians van sofrir una derrota encara que els atacants també van tenir pèrdues considerables, i els georgians, refugiats a la fortalesa de Kodjori-Tabakhmèla van impedir el pas als perses. Una guerra de guerrilles va fer molt de malt a les forces del shah (sobretot amb una batalla parcial al Ksani, on 12000 perses van ser massacrats).
El 1626 el rei es va enfrontar a Jordi Saakadze i el va obligar a fugir a Turquia (on morirà el 1629)
El 1630 Simó va ser deposat per Teimuraz de Kakhètia. Finalment el shah va haver de fer concessions i reconèixer com a rei de Kartli a Teimuraz
Fou assassinat per Zurab Sidamoni, eristhavi de l'Aragvi, després del 1630